# Chiostro dei Morti

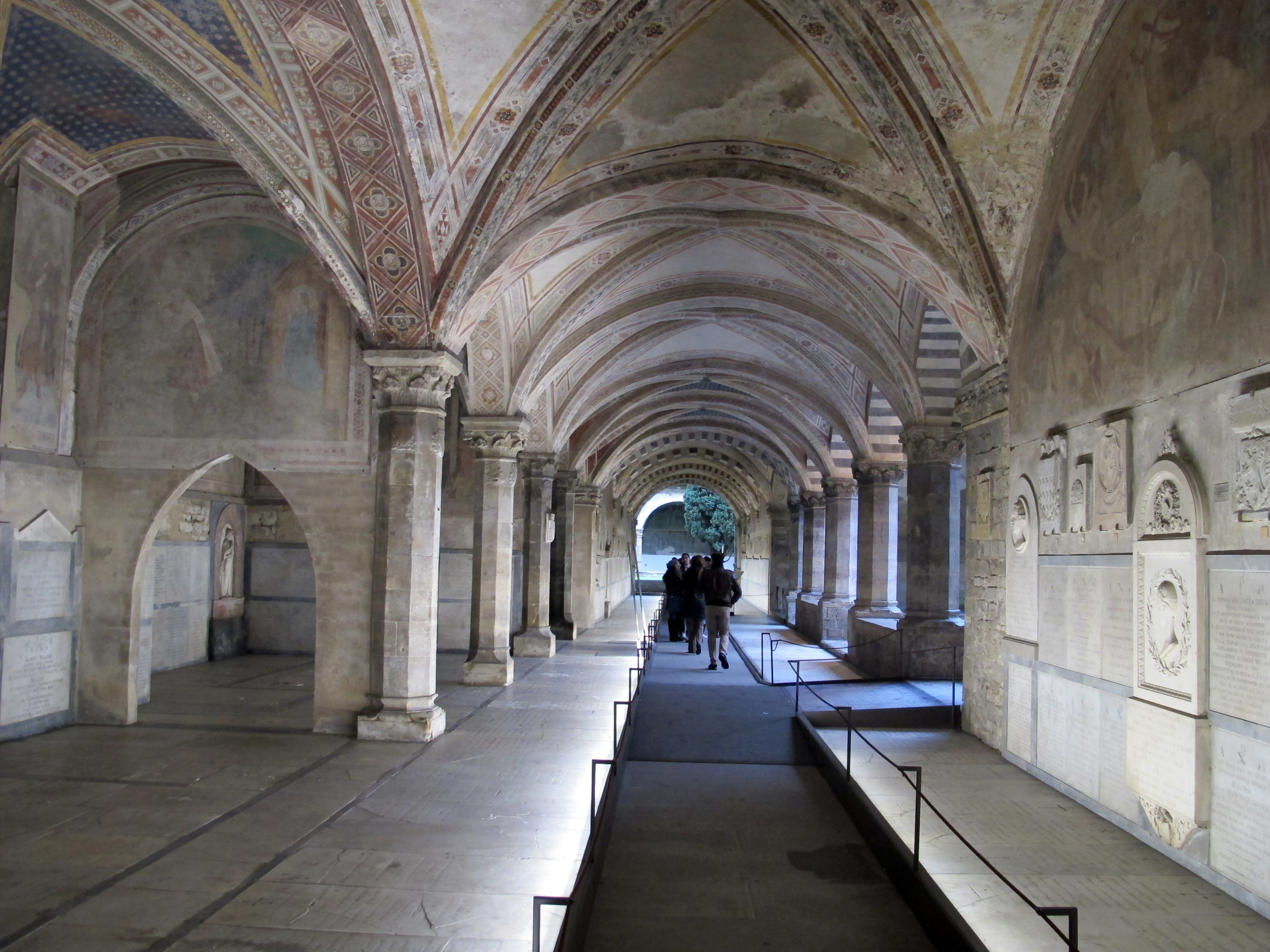
Chiostro dei Morti

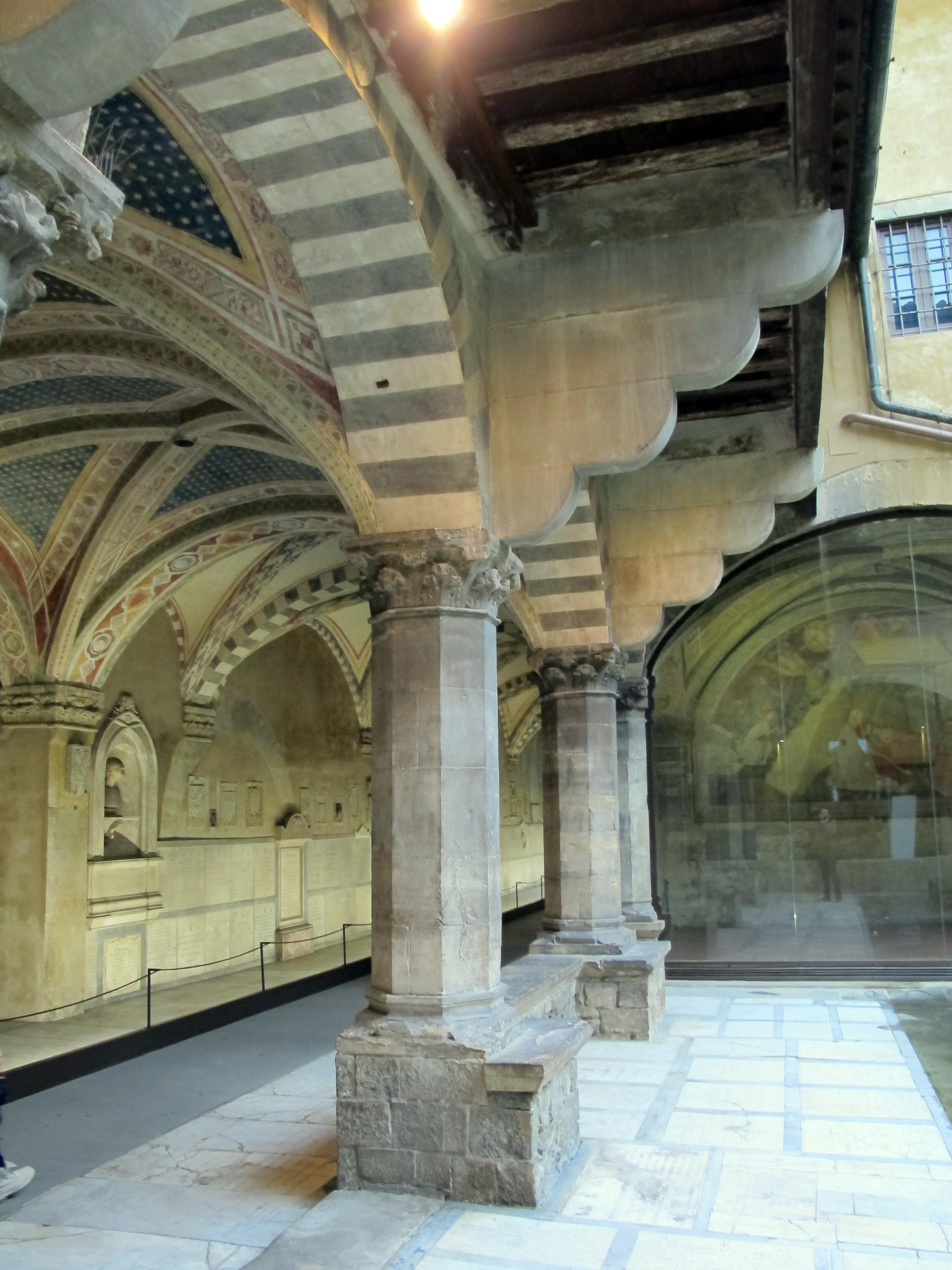
Chiostro dei Morti

Il Chiostro dei Morti fa parte del complesso del convento di Santa Maria Novella, appartenuto all'ordine domenicano a Firenze. Si tratta del più antico dei chiostri del complesso, nonché una delle parti della struttura originaria del convento.

## Storia
Il chiostro deve il suo nome al fatto che fosse un cimitero, funzione ricoperta per secoli. Chiamato anche "cimitero inferiore" o "sotterraneo", in opposizione all'area cimiteriale sul lato nord, in tale denominazione si rileva anche come il chiostro fosse al di sotto del livello della chiesa. Secondo la tradizione qui si era organizzato il più antico nucleo del convento. Non sappiamo niente della fase duecentesca del chiostro, testimoniata da documenti e da alcuni stemmi della fine del secolo.
Secondo le fonti settecentesche, mentre la basilica gotica era ancora in costruzione, le funzioni dovevano svolgersi spesso in questo spazio, cosa che spiegherebbe la precoce presenza di sepolture, cappelle e altari provvisori.
L'aspetto attuale del chiostro risale al 1337-1350, dopo i lavori, diretti da fra' Jacopo Talenti, che ripararono i danni dell'alluvione del 1333. In quegli anni vennero realizzate le prime decorazioni a fresco, in cui lavorarono importanti pittori fiorentini (come Orcagna e Nardo di Cione), commissionati dalle importanti famiglie che detenevano il patronato delle cappelle.
Il chiostro venne parzialmente demolito a metà ottocento per fare spazio alla stazione di Santa Maria Novella. Nel 1868 il convento fu soppresso e la sua proprietà fu acquistata dal Comune, mentre la basilica entrò nel fondo dei beni ex-ecclesiastici del Ministero dell'Interno (FEC). Tale distinzione, ancora formalmente esistente, portò a una diversa destinazione degli ambienti, culminata quando fu istituito un biglietto di ingresso (statale) per la basilica, mentre con un altro biglietto (comunale) si potevano visitare i chiostri nel frattempo musealizzati, il tutto in orari e modi del tutto differenti.
A tale situazione si è rimediato solo nel 2012 quando, grazie al personale interessamento del sindaco Matteo Renzi, si sono superate le barriere burocratiche e restituito al complesso un percorso unitario, visitabile con un unico biglietto.
Per quanto riguarda gli affreschi del chiostro dei Morti, essi sono per lo più in una situazione di grave degrado, per la maggior parte a malapena leggibili. Vennero staccati a metà del Novecento, ma l'alluvione del 1966 li danneggiò ulteriormente in maniera irreversibile. Il chiostro è rimasto chiuso per decenni finché nel 2012 il consolidamento delle decorazioni delle volte non ne ha permesso la riapertura. Da questo momento il chiostro costituisce il primo ambiente del nuovo percorso del museo di Santa Maria Novella, a cui si accede dall'ingresso su Piazza Stazione, dove si trova anche l'ufficio informazioni del Comune di Firenze.

## Descrizione
Presenta su due lati arcate con volte a crociera ribassate su pilastri ottagonali (tipicamente trecenteschi) con soprastante ballatoio, sorretto da mensole molto aggettanti, che porta dall'antico dormitorio dei frati (oggi sede della storica biblioteca domenicana "Jacopo Passavanti") alla sacrestia della chiesa.
Sul lato ovest una cappelletta è decorata con un Noli me tangere, in terracotta policroma invetriata, di Giovanni della Robbia, mentre è stata spostata di recente la statua in pietra di Girolamo Ticciati, il Beato Giovanni da Salerno, già nel chiostro Grande e ora all'uscita del museo di Santa Maria Novella.
Il lato est è diviso da pareti che creano profonde cappelle:
- La cappella di Sant'Antonio Abate, con Crocifissione e Storie di sant'Antonio, affreschi rovinatissimi riferiti ad un anonimo pittore fiorentino attorno al 1349.
- La cappella di Sant'Anna, con Storie di sant'Anna e di Maria, affreschi attribuiti a Nardo di Cione forse con l'aiuto della bottega (1345-1355).
- La cappella di San Paolo, con Crocifissione e San Domenico, affreschi molto rovinati della scuola dell'Orcagna.

Tutte le pareti sono disseminate da stemmi funebri (molti trecenteschi, spesso presentanti forme araldiche molto antiche di celebri balsoni fiorentini) e, per lo più in basso, si allineano lapidi funerarie soprattutto ottocentesche.
In una cantonata del chiostro, oggi protetta da una vetrata, si apre la Cappella dell'Annunciazione, già cappella funeraria degli Strozzi con due pareti affrescate con la Natività e la Crocefissione, affreschi attribuiti ad Andrea Orcagna; una terza parete presentava l'Annunciazione, ma venne abbattuta all'inizio del Novecento.
Nella lunetta di una porta murata, sotto il portico, si trova un affresco con San Tommaso d'Aquino che un tempo segnalava l'accesso all'omonima cappella. L'opera, riferibile a un modesto pittore fiorentino della fine del Trecento, è stata in passato erroneamente attribuita al misterioso seguace di Giotto, Stefano fiorentino che invece lavorò all'interno della basilica nel terzo altare della navata destra.